# GOrgeous
『GOrgeous』は、1994年6月1日にSony Recordsから発売された郷ひろみの29枚目のオリジナル・アルバム。

## 内容
前作『LUNA LLENA』から1年ぶりの作品。さまざまなアーティストとデュエットしたジョイントアルバム。シングル『言えないよ』は売上枚数35万枚を超える大ヒットとなった。

## 収録曲
1. 鏡のラビリンス [4:42][1]
作詞：田口俊
作曲：都志見隆
編曲：林有三
Duet with 鈴木聖美。
2. 愛の条件 [4:16][1]
作詞：夏目純
作曲：井上大輔
編曲：林有三
Duet with 井上大輔。
3. 魅惑の同窓会 [4:04][1]
作詞：杏子
作曲：羽田一郎
編曲：林有三
Duet with 杏子。
4. 言えないよ〜Album Version〜[5:15][1]
作詞：康珍化
作曲：都志見隆
編曲：山本健司
Duet with Hi-Fi Set。
5. Suddenly [5:28][1]
作詞：真名杏樹
作曲：山本健司
編曲：林有三
Duet with MALTA。
6. Summer Again [5:17][1]
作詞：芹沢類
作曲：杉山清貴
編曲：松本晃彦
Duet with 杉山清貴。
7. WET THROUGH THE NIGHT [5:23][1]
作詞：平出よしかつ
作曲：Bro.Korn
編曲：岩崎文紀
Duet with Bro.KORN。
8. Thousand Kiss [4:24][1]
作詞：平出よしかつ
作曲：松田良
編曲：難波正司
Duet with 坪倉唯子。
9. 盗みたい [5:05][1]
作詞：夏目純
作曲：楠瀬誠志郎
編曲：山本健司
Duet with 楠瀬誠志郎。
10. LAST SCENE [5:28][1]
作詞・作曲・編曲：山根康広
Duet with 山根康広。

## タイアップ
- フジテレビ系列上岡龍太郎にはダマされないぞ!エンディングテーマ, TBS系列ドラマ『お見合いの達人』主題歌(#4),